# 로버트 워커

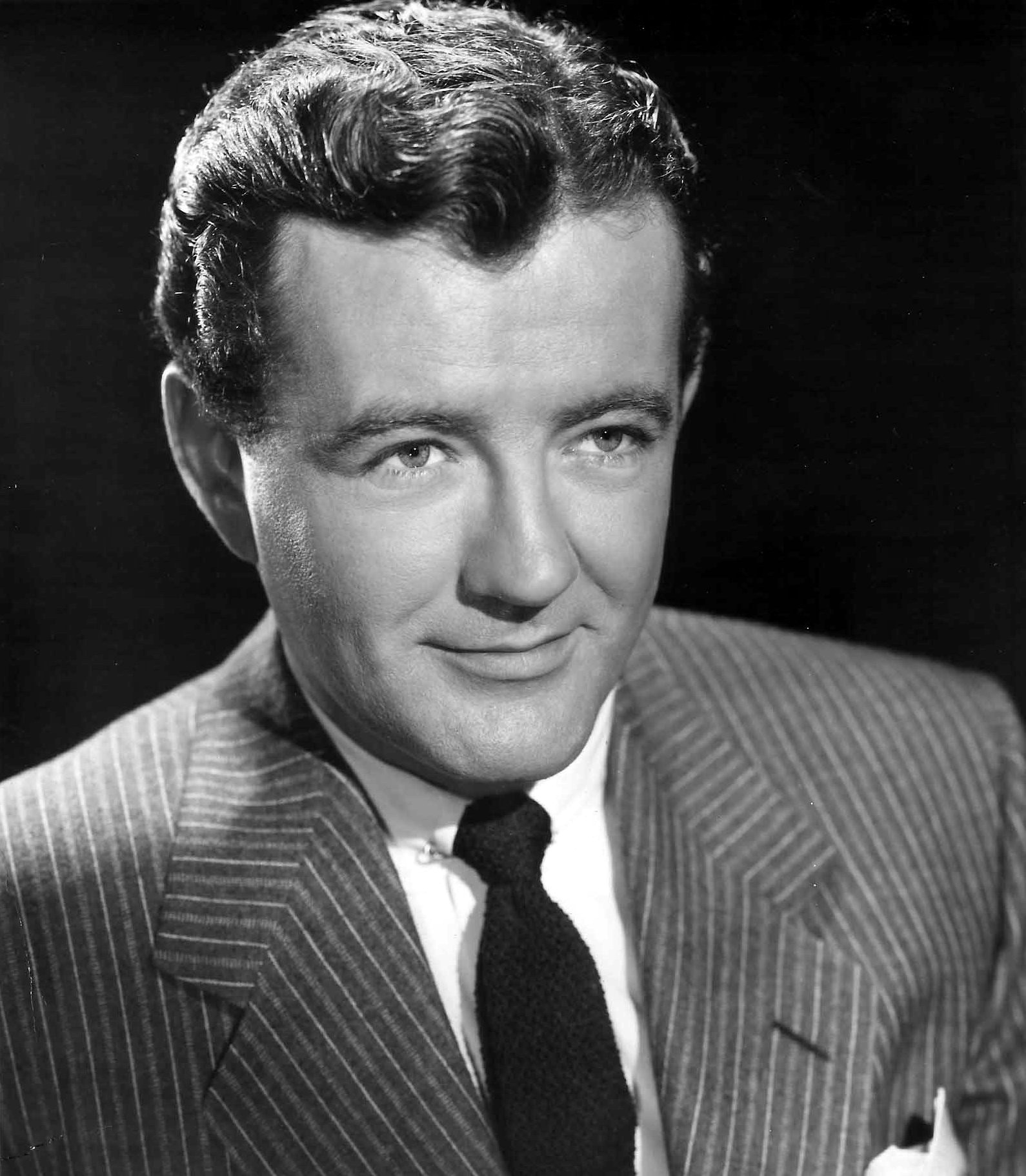

로버트 워커(Robert Walker, 1918년 10월 13일 ~ 1951년 8월 28일)는 미국의 배우로서, 앨프리드 히치콕의 1951년 스릴러 영화 열차 안의 낯선 자들의 악역으로 출연했다. 개봉 후 얼마 지나지 않아 사망했다.
유타주 솔트레이크시티에서 태어났다.

## 참여 작품
- 퀴리 부인 (영화)
- 님은 가시고 (1944년 영화)
- 써티 세컨즈 오버 도쿄
- 왓 넥스트 코포럴 하그로브
- 열차 안의 낯선 자들 (영화)